# نادي برشلونة للسيدات موسم 1973
لعب فريق كرة القدم النسائية لبرشلونة موسمه الثاني من كرة القدم المنظمة في عام 1973، في الدوري المقام في كاتالونيا كأس بريمابيرا، والذي فاز به.

## ملخص
بعد أول دوري كرة قدم نسائي كتالوني في 1971، تولت المنظمة الفرنكوية Educación y Descanso تنظيم بطولات كتالونية في 1972، والتي لم يشارك فيها Penya Femenina Barcelona. أُلغيت هذه البطولات في مارس 1973، حيث بدأت Educación y Descanso النسخة الثانية من موسم الربيع (copa primavera) بعد ذلك بوقت قصير، في أبريل 1973، مع مشاركة برشلونة.
لا يزال نادي برشلونة للسيدات قد لعب في عام 1972، حيث تم استدعاء بوبيل إلى الفريق التمثيلي الإسباني في أكتوبر 1972.
قبل موسم 1973، أعلن برشلونة عن تجارب للفريق، منظمة من قبل نوري، في إل موندو ديبورتيفو على الأقل منذ يناير 1973.
مفاجأة كبيرة جاءت في يوم المباراة 6 من موسم الربيع عندما هزم ساباديل، الذي خسر المباريات الخمس السابقة وكان في قاع الدوري، برشلونة 3-0. برشلونة لم يُهزم في قمة الدوري؛ بعد يوم المباراة 7 ، تم إلغاء النتيجة وتم منح النقاط لبرشلونة، حيث تم معاقبة ساباديل لتسجيله عدة لاعبين غير مسجلين في المباراة.
اثنتان من المباريات التي استضافتها إندستريا ديل تاكسي، ضد برشلونة وإسبانيول، كان لا بد من تأجيلهما لتطهير ملعب تاكسي بعد استضافة عرض للخيول. تم إعادة جدولتهما بعد آخر يوم مباراة طبيعي؛ في نهاية موسم الربيع، كان برشلونة وإسبانيول كلاهما متعادلين في المركز الأول بـ21 نقطة، وبالتالي فإن نتائج المباريات التي لم تُلعب بعد لكل من الفريقين ضد تاكسي ستقرر الفائز. فاز برشلونة بالدوري.

## اللاعبات
| الجنسية  | الاسم          | العمر | أول ظهور | الأهداف |
| -------- | -------------- | ----- | -------- | ------- |
| كتالونيا | لوليتا أورتيز  |       | 1970     | 28+     |
| إسبانيا  | فيسينتا بوبيلي |       | 1971     | 23+     |
| كتالونيا | نوري           |       | 1971     | 11+     |
| كتالونيا | نيوس جالوفيريه |       | 1971     | 3+      |
| كتالونيا | إيكوس          |       |          | 1+      |
| كتالونيا | ماريا خيسوس    |       |          | 1+      |
| كتالونيا | بيبيس          |       |          | 1+      |

المصدر: تقرير المباريات
رقم = رقم اللاعب; مركز = مركز اللاعب; الاسم = اسم اللاعب؛ الكابتن: كابتن = قائد الفريق, VC = الكابتن الثاني; منذ = العام الذي انضم فيه اللاعب للفريق ; لعب = المباريات التي لعبها; انتهاء = انتهاء عقد اللاعب مع الفريق .

## المباريات

### موسم الربيع
بدأ بطولة كوبا بريمابيرا في 8 أبريل 1973.
| 1 8 أبريل 1973 | سي دي إف مارتوريليس | 0–4 | برشلونة سي إف  | مارتوريليس                            |
| 12:15          |                     | ،   | *بوبيل - نوريا | الملعب: كامبو مونيسيبال دي مارتوريلاس |

| 2 14 أبريل 1973 | برشلونة | 3–1 | إندستريا ديل تاكسي | El Prat                          |
| 18:00           |         | ،   |                    | الملعب: إستاديو مونيِثيبال سانييه |

| 3 29 أبريل 1973 | برشلونة | 1–1 | إسبانيول | El Prat                          |
| 17:00           |         | ،   |          | الملعب: استاديو مونيسيپال سانيير |

| 4 1 مايو 1973 | كوماركال فيتش | 0–1 | سي.إف. برشلونة | رودا دي تير                              |
| 15:30         |               | ،   |                | الملعب: إستاديو مونيسيبال دي رودا دي تير |

| 5 5 مايو 1973 | برشلونة          | 3–1 | بادالونا | El Prat                         |
| 17:00         | *جالوفري - بوبيل | ،   | *باكي    | الملعب: إستاديو مونيسيبال سانير |

| 6 12 مايو 1973                                                                                                 | ساباديل        | ملغى (3–0) | برشلونة | ساباديل           |
| 17:30 | *سيلي - دولورس | ،          |         | الملعب: لا ريريتا |
| ملاحظة: في الأصل كانت فوزاً لساباديل، تم إلغاء النتيجة ومنح الفوز لبرشلونة بسبب اصطفاف غير لائق من قبل ساباديل. |                |            |         |                   |

| 7 19 مايو 1973 | برشلونة | 1–1 | SEAT    | إل بارت                           |
| 17:00          | *لوليتا | ،   | *مونتسي | الملعب: إستاديو مونيستيبال سانيير |

| 8 27 مايو 1973 | برشلونة        | 0–2   | مارتوريس | ال برات                          |
|                | *بوبيل - بيبیس | تقرير |          | الملعب: إستاديو مونيسيبال سانيير |

| 9 يونيو 1973 | برشلونة             | 4–1 | فيس       | برشلونة            |
| 16:30        | *نوري - ماريا خيسوس | ،   | *كاراكويل | الملعب: لا فيرنيدا |

| 16 يونيو 1973 | إسبانيول | 1–2 | برشلونة | برشلونة            |
| 18:45         | *مونتسي  | ،   | *نوري   | الملعب: لا فيرنيدا |

| 23 يونيو 1973 | X X | 1–1 | برشلونة |  |
|               |     | ،   | *نوري   |  |

| 30 يونيو 1973 | برشلونة                  | 2–1 | ساباديل    | برشلونة            |
| 18:00         | *لوليتا - إيتشوس 55' (p) | ،   | *مونتسي 5' | الملعب: لا فيرنيدا |

| 7 يوليو 1973 | سيات            | 2–1 | برشلونة  | كامبو دي لا سيات |
| 18:30        | *نوري - ماتيلدي | ،   | *جالوفري |                  |

| 9 18 يوليو 1973 | إندوستريا تاكسي | ضدّ    | سي. إف. برشلونة | برشلونة                                  |
| 19:00 |                 | تقرير |                 | الملعب: ملعب دي فوتبول مونيسيبال إيبيريا |
| ملاحظة: كان من المقرر أن تُقام المباراة في الساعة 12:00 ظهرًا يوم 3 يونيو في ملعب كامب دي إيبيريا، لكنها أُلغيت لأن الملعب كان بحاجة إلى التطهير بعد استضافة عرض للخيول. حضر الفريقان إلى المباراة حتى يتمكن الحكم من إعلان تعليقها رسميًا دون اعتبار أي طرف مخطئًا. |                 |       |                 |                                          |